# Чонно О-га (станция метро)
«Чонно О-га» (кор. 종로5가역) — подземная станция Сеульского метро на Первой линии (Сеул метро 1).
Она представлена двумя боковыми платформами. Станция обслуживается корпорацией Сеул Метро (Seoul Metro). Расположена в квартале Чонно О-га района Чонногу города Сеул (Республика Корея). На станции установлены платформенные раздвижные двери.
Поезда Кёнвон экспресс (GWː Gyeongwon) обслуживают станцию; Кёнкин экспресс (GI: Gyeongin), Кёнбусон красный экспресс (GB: Gyeongbu red express), Кёнбусон зелёный экспресс (SC: Gyeongbu green express) не обслуживают станцию.
Пассажиропоток — на 1 линии 53 228 чел/день (на 2012 год).